# 利夏
利夏是意大利阿布鲁佐大区基耶蒂省的一个镇。